# Paris, Texas
Paris är en stad i delstaten Texas i USA. Staden är residensstad i Lamar County.
Invånarna uppmättes 2010 till 25 171 i antal.

## Kända personer från Paris
- John P. Jumper, militär